# スタイン・ヨルゲンセン
スタイン・ウスターガー・ヨルゲンセン（Stine Østergaard Jørgensen、1990年9月3日 - ）は、デンマークの女子ハンドボール選手。オーデンセ・ハンドボルド所属。ハンドボールデンマーク女子代表。
デンマーク代表のキャプテンとして2011年世界女子ハンドボール選手権に出場した。

## 人物
デンマーク代表バドミントン選手のヤン・ウ・ヨルゲンセンと結婚している。